# Šidélko lesklé
Šidélko lesklé (Nehalennia speciosa) je nejdrobnější evropská vážka, pro svou malou velikost v podstatě nezaměnitelná s ostatními druhy. Jedná se o palearktický, eurosibiřský druh, rozšířený od západní Evropy po Koreu, a Japonsko. Z mnoha oblastí Evropy druh vymizel, hojnější je ve východním Polsku, v Pobaltí, Bělorusku a Rusku. Německá odonatologická společnost proto pro zvýšení zájmu o rychle mizející druh vyhlásila šidélko lesklé vážkou roku 2018. V České republice je druh hodnocen jako glaciální relikt a zařazen do kategorie kriticky ohrožených druhů. Jeho výskyt je zde potvrzen pouze ze dvou lokalit.

## Popis

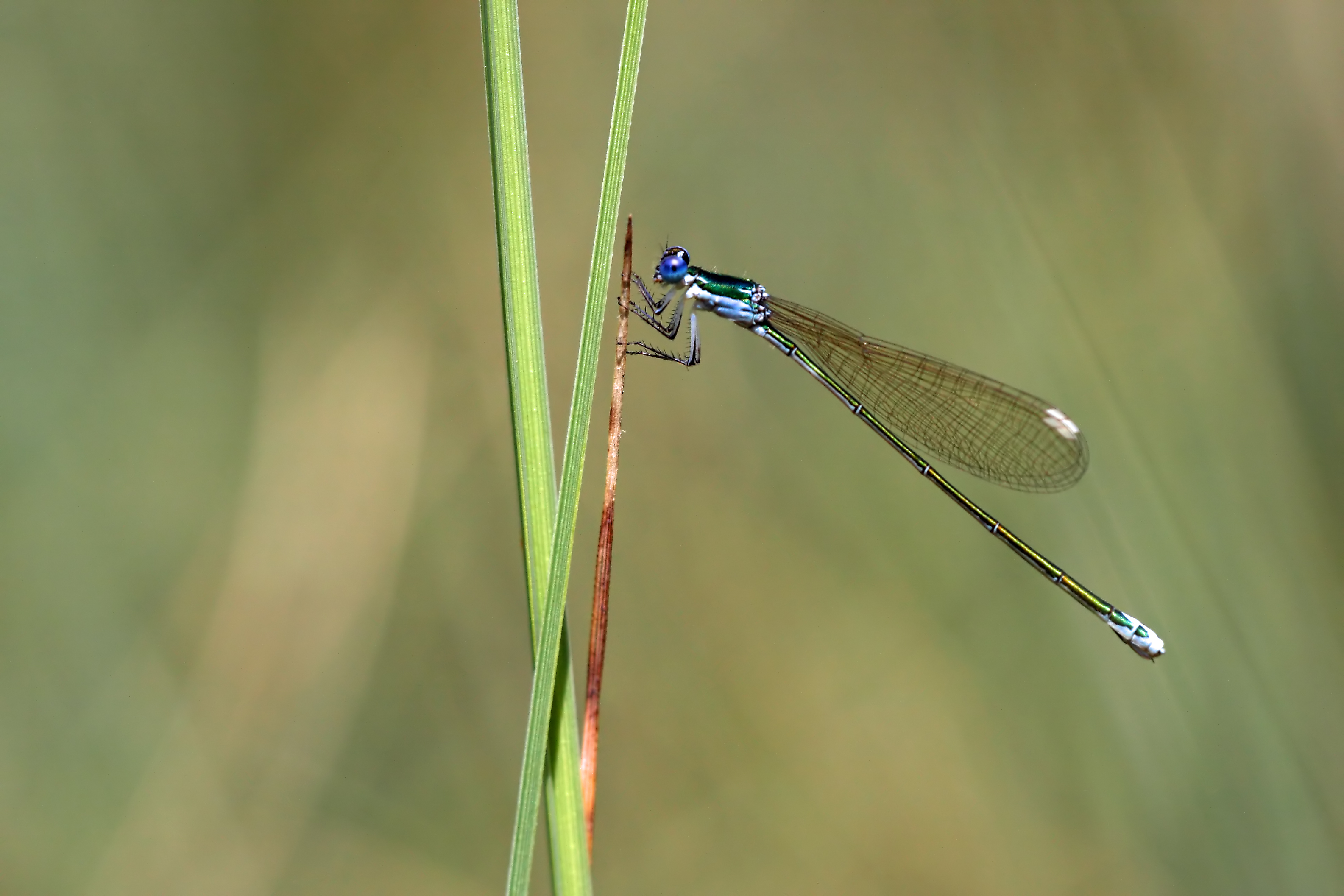
Samička šidélka lesklého

Zbarvení samců bývá kovově lesklé, zelené nebo bronzové. Na spodní straně hlavy, na hrudi, zejména však na osmém až desátém zadečkovém článku jsou azurové plošky. Samice mohou být androchromní (tj. jejich barevnost je zhruba totožná se vzhledem samců), nebo naopak gynochromní, kdy nabývají zelenohnědého až oranžovohnědého odstínu. Výrazně zaoblená průsvitná krátká křídla mají světlé, žlutavé až oranžovohnědé plamky (pterostigmata), tj. pro druhovou determinaci podstatné zpravidla tmavší políčka na vnějších stranách křídel. Délka těla dospělců se pohybuje kolem 25 mm, zadní křídla bývají 11–16 mm dlouhá. Larvy jsou rovněž drobné, 11–14 mm dlouhé, spolehlivým determinačním znakem druhu na území České republiky je jediný pár štětinek na prementu, což má na kontinentu již jen západoevropské, v České republice dosud nepotvrzené šidélko pozdní (Ceriagrion tennelum).

## Výskyt a prostředí
Vývoj larev je převážně jednoletý, letová aktivita dospělců se na území ČR pohybuje od konce května po přelom července a srpna. Druh je však velmi nenápadný, šidélka poletují jen na krátké vzdálenosti mezi jednotlivými ostřicovými porosty.
Šidélka preferují mělké stojaté a dobře prohřáté vody rašelinišť a slanišť s ostřicovými porosty. Na českém území byla zaznamenána pouze na lokalitě Kramářka, životaschopnější populaci objevil Martin Waldhauser roku 2014 na rašeliništi u Břehyňského rybníka.